# Сучков, Борис Леонтьевич
Бори́с Лео́нтьевич Сучко́в (23 июля (5 августа) 1917, Саратов — 2 декабря 1974, Будапешт) — советский литературовед и педагог, специалист в области теории литературы, эстетики и проблем реалистического искусства. Член-корреспондент АН СССР c 26 ноября 1968 года по Отделению литературы и языка (литературоведение).

## Биография
Окончил МГПИ им. В. И. Ленина (1938). Начал печататься в 1940 году. Участник Великой Отечественной войны. Член ВКП(б) (1941). В 1942—1943 годах — ответственный редактор журнала «Интернациональная литература». С 1943 года работал в Управлении пропаганды и агитации ЦК ВКП(б). Преподаватель АОН, директор Издательства литературы на иностранных языках (1945—1946) и Издательства иностранной литературы (1946—1947).
В 1947 году был арестован, обвинён в шпионаже; до 1955 года отбывал заключение в Карлаге. Коллега по издательству сказал про него: «Отправился в ссылку Растиньяком, а вернулся Вотреном».
С 1956 по 1967 год — заместитель главного редактора журнала «Знамя», одновременно с 1964 года заведовал кафедрой в АОН. Доктор филологических наук (1966). Директор ИМЛИ им. А. М. Горького АН СССР (1968—1974).
Когда Сучков впервые появился в директорском кабинете, в нём ещё явно ощущалась журналистская и литературная закваска — он был либерален, доброжелателен, приглашал на обсуждение отчётов и планов всех сотрудников отделов, вежливо улыбался и пошучивал. <…> Вскоре показной демократизм Сучкова сошёл на нет. По психологическому своему складу он был человеком сугубо авторитарным и амбициозным и очень скоро забрал в институте всю власть в свои руки, выступая по любым проблемам и на материале любых литератур, вплоть до китайской. <…> Сколько бы он ни преуспевал, самоутверждаясь в отношениях с литераторами и научными работниками, в нём навсегда сохранился панический страх перед вышестоящим начальством.
В 1958 году принят в члены Союза писателей.
Умер, находясь в заграничной командировке. Похоронен в Москве на Введенском кладбище (22 уч.).

## Основные работы
Книги
- «Исторические судьбы реализма: размышления о творческом методе» (1967, 4-е изд. 1977; переведена на многие европейские языки)
- «Лики времени: статьи о писателях и литературном процессе» (тт. 1—2; 1969, 2-е изд. 1976)
- «Действенность искусства: литературно-критические статьи» (1978; посм.)
- Собрание сочинений (1984—1985, тт. 1—3)

Статьи
- «Новое исследование о Бальзаке» // «Интернациональная литература», 1940, № 9—10
- «Пути и перепутья: о современной английской литературе» // «Знамя», 1943, № 9—10
- «Роман о Первой мировой войне (С. Сергеев-Ценский, „Пушки выдвигают“)» // «Большевик», 1946, № 2
- «Книга, которая судит (Э.-М. Ремарк, „Время жить и время умирать“)» // «Иностранная литература», 1955, № 4
- «Понятое время» // «Знамя», 1959, № 1
- «Реальный гуманизм» // «Знамя», 1959, № 9
- «Реальность и реализм» // «Знамя», 1960, № 10
- «История и реализм» // «Знамя», 1962, № 3
- «Современность и реализм» // «Знамя», 1963, № 5—6
- «Кафка, его судьба и его творчество» // «Знамя», 1964, № 10—11
- «К спорам о реализме (полемика с Р. Гароди)» // «Иностранная литература», 1965, № 1
- «Роман и миф» // «Иностранная литература», 1968, № 4
- «Ленинизм и современный литературный процесс» // «Коммунист», 1969, № 10
- «Ленинское наследие и развитие литературы» // «Ленин и современная наука. Кн. 1» (1970)
- «Великий русский писатель» // «Достоевский — художник и мыслитель» (1972)
- «Искусство в современном мире» // «Знамя», 1975, № 11
- «Социалистический реализм сегодня» // « Контекст-1974» (1975; посм.)

Редактор собраний сочинений Т. Манна (1959—1961), С. Цвейга (1963) и Л. Фейхтвангера (1963—1968). Одним из первых в СССР исследовал творчество К. Гамсуна, М. Пруста, Ф. Кафки и Э.-М. Ремарка, участвовал в подготовке изданий их произведений. Член редколлегий журналов «Иностранная литература» и «Вопросы литературы», а также серии «Библиотека всемирной литературы» (1967—1974).

## Награды
- два ордена Трудового Красного Знамени (08.08.1967, ?)
- Государственная премия СССР (1975; посмертно)
- премия им. А. В. Луначарского (1964)